# The Harmon Hotel
The Harmon Hotel var en skyskrapa som låg i byggnadskomplexet Citycenter utmed The Strip i Paradise, Nevada i USA. Det var tänkt att skyskrapan skulle ha 400 hotellrum varav 102 hotellsviter samt 207 ägarlägenheter, vars lägenheter skulle vara mellan 74 och 269 kvadratmeter (m2) stora.
Den 10 november 2004 meddelade MGM Mirage (idag MGM Resorts International) att man skulle uppföra ett byggnadskomplex på 31 hektar och skulle innefatta sex skyskrapor och ett varuhus i komplexet. Den fick namnet Citycenter och byggdes mellan 2006 och 2009 till en totalkostnad på $9,2 miljarder. För Harmons del inleddes bygget 2007 men blev aldrig slutförd till vad originalritningarna var. I slutet av 2008 när man hade byggt 28 av 49 våningar, blev bygget stoppad av byggnadsinspektörer från Clark County efter de fann felaktigt installerade armeringsstål vid kritiska punkter i byggnaden. Detta gjorde att man fick göra drastiska åtgärder från de inblandade och skrota helt planerna om att ha några ägarlägenheter alls i byggnaden. The Harmon stod ej färdig när övriga Citycenter invigdes i december 2009 och januari 2010. I juli 2011 anlitade MGM ingenjörsfirman Weidlinger Associates om att göra en grundlig analys om The Harmon, de fann att den skulle kollapsa vid en jordbävning och att det skulle ta minst ett år för att åtgärda felaktigheterna. I augusti meddelade MGM att The Harmon skulle rivas, det gjordes mellan 2014 och 2015 till en kostnad på $322 miljoner. Båda sidor stämde varandra, MGM mot sex av sju byggföretag som var involverade, och krävde $400 miljoner vardera per sida i ersättningar för kontraktsbrott och skadestånd, rättegången hade beräknat ta ett år för att slutföra men parterna kom till slut överens om en förlikning.